# Secretario de Seguridad Nacional de los Estados Unidos
El título de Secretario de Seguridad Nacional de los Estados Unidos también traducido como Secretario de Seguridad Interior o Secretario de Protección a la Patria se le consigna a quien está encargado del Departamento de Seguridad Nacional de los Estados Unidos (en inglés, United States Department of Homeland Security; abreviado como DHS), que es el departamento del Gobierno federal de los Estados Unidos encargado de proteger el territorio estadounidense  y la seguridad de sus ciudadanos. El Secretario de Seguridad Nacional es miembro del gabinete del Presidente. La posición fue creada por el Homeland Security Act (Acta de Seguridad Nacional) después de los atentados terroristas del 11 de septiembre. El nuevo departamento consiste primariamente en componentes transferidos de otros departamentos del gabinete por su rol en la seguridad nacional, como la Guardia Costera, el Servicio Federal de Protección, la Oficina de Aduanas y Protección Fronteriza (que incluye a la Patrulla Fronteriza), el Servicio Secreto, y la Agencia Federal para el Manejo de Emergencias. Sin embargo, no incluyó al FBI o la Agencia Central de Inteligencia.
El 20 de enero de 2009, el Senado confirmó la designación del Presidente Barack Obama de Janet Napolitano como la tercera Secretaria de Seguridad Nacional. Para asegurar una transición sin problemas, se le pidió a Michael Chertoff no renunciar hasta la mañana del 21 de enero de 2009.
Con más de 200.000 empleados, el DHS es el tercer departamento más grande del gabinete, después de los Departamentos de Defensa y del United States Department of Veterans Affairs. El DHS también concentra las más diversas funciones y responsabilidades federales, incorporando 22 organismos gubernamentales en una sola organización.
En lo que se refiere a la línea de sucesión presidencial, este Secretario ocupa el decimoctavo lugar.

## Estructura
El DHS está encabezado por el Secretario de Seguridad con la asistencia del Secretario Adjunto.

## Inclusión en la línea de sucesión presidencial
Tradicionalmente, el orden de la línea de sucesión presidencial es determinado después del Vicepresidente, el Presidente de la Cámara de Representantes, y el Presidente pro tempore del Senado por el orden de creación de los puestos del gabinete, y es establecido así bajo el 3.er título del código de los Estados Unidos §19.
El 9 de marzo de 2006 el presidente Bush firmó la HR 3199 Archivado el 3 de enero de 2011 en Wayback Machine. como la ley pública 109-177, lo cual renovó la Ley Patriótica y reformó la Ley de Sucesión Presidencial al incluir a la Secretaría de Seguridad Nacional en la línea de sucesión después de la Secretaría de Asuntos Veteranos (§ 503). En el 109.º Congreso de los Estados Unidos, se introdujo una legislación para posicionar la Secretaría de Seguridad Nacional en la línea de sucesión después del fiscal general pero esa ley expiró al final del 109° Congreso y no ha sido reintroducida.

## Lista de Secretarios de Seguridad Nacional
Antes del establecimiento del Departamento de Seguridad Nacional, existió un Asistente al Presidente para la Oficina de Seguridad Nacional, la cual fue creada después de los Atentados del 11 de septiembre de 2001.
Partidos
     Demócrata
     Republicano
Estatus
     Denota a un Secretario Interino de Seguridad Nacional
| N.º | Retrato   | Nombre             | Estado de Residencia | Comenzó                 | Terminó                 | Presidente | Presidente     |
| --- | --------- | ------------------ | -------------------- | ----------------------- | ----------------------- | ---------- | -------------- |
| 1   | Tom Ridge | Tom Ridge          | Pensilvania          | 24 de enero de 2003     | 1 de febrero de 2005    |            | George W. Bush |
| —   | James Loy | James M. Loy       | Pensilvania          | 1 de febrero de 2005    | 15 de febrero de 2005   |            | George W. Bush |
| 2   |           | Michael Chertoff   | Nueva Jersey         | 15 de febrero de 2005   | 21 de enero de 2009     |            | George W. Bush |
| 3   |           | Janet Napolitano   | Arizona              | 21 de enero de 2009     | 6 de septiembre de 2013 |            | Barack Obama   |
| —   |           | Rand Beers         | Washington D. C.     | 6 de septiembre de 2013 | 23 de diciembre de 2013 |            | Barack Obama   |
| 4   |           | Jeh Johnson        | Nueva Jersey         | 23 de diciembre de 2013 | 20 de enero de 2017     |            | Barack Obama   |
| 5   |           | John Kelly         | Virginia             | 20 de enero de 2017     | 31 de julio de 2017     |            | Donald Trump   |
| —   |           | Elaine Duke        | Ohio                 | 31 de julio de 2017     | 6 de diciembre de 2017  |            | Donald Trump   |
| 6   |           | Kirstjen Nielsen   | Florida              | 6 de diciembre de 2017  | 10 de abril de 2019     |            | Donald Trump   |
| —   |           | Kevin McAleenan    | Connecticut          | 10 de abril de 2019     | 13 de noviembre de 2019 |            | Donald Trump   |
| —   |           | Chad Wolf          | Virginia             | 13 de noviembre de 2019 | 11 de enero de 2021     |            | Donald Trump   |
| —   |           | Pete Gaynor        | Rhode Island         | 11 de enero de 2021     | 20 de enero de 2021     |            | Donald Trump   |
| —   |           | David Pekoske      | Connecticut          | 20 de enero de 2021     | 2 de febrero de 2021    |            | Joe Biden      |
| 7   |           | Alejandro Mayorkas | Washington D. C.     | 2 de febrero de 2021    | 20 de enero de 2025     |            | Joe Biden      |
| —   |           | Benjamine Huffman  | Texas                | 20 de enero de 2025     | 25 de enero de 2025     |            | Donald Trump   |
| 8   |           | Kristi Noem        | Dakota del Sur       | 25 de enero de 2025     | En el cargo             |            | Donald Trump   |

## Anteriores Secretarios de Seguridad Nacional con vida
Desde abril de 2019, seis Secretarios regulares y tres interino seguían con vida, el mayor siendo James Loy (2005 (interino); nacido en 1942)
| Nombre           | Término gubernatorial | Fecha de nacimiento                |
| ---------------- | --------------------- | ---------------------------------- |
| Tom Ridge        | 2003-2005             | 26 de agosto de 1945 (79 años)     |
| James Loy        | 2005 (interino)       | 10 de agosto de 1942 (82 años)     |
| Michael Chertoff | 2005-2009             | 28 de noviembre de 1953 (71 años)  |
| Janet Napolitano | 2009-2013             | 29 de noviembre de 1957 (67 años)  |
| Jeh Johnson      | 2013-2017             | 11 de septiembre de 1957 (67 años) |
| John Kelly       | 2017                  | 11 de mayo de 1950 (75 años)       |
| Kirstjen Nielsen | 2017-2019             | 14 de mayo de 1972 (53 años)       |

## Orden de sucesión
El orden de sucesión del Secretario de Seguridad Nacional es:
1. Director Adjunto de Seguridad Nacional
2. Subsecretario de Seguridad Nacional para Protección Nacional y Programas
3. Subsecretario de Seguridad Nacional para Administración
4. Secretario asistente de Seguridad Nacional para Política (actuando como subsecretario)
5. Subsecretario de Seguridad Nacional para la Ciencia y Tecnología
6. Consejero general del Departamento de Seguridad Nacional
7. Secretario asistente de Seguridad Nacional (Administración de Seguridad en el Transporte)
8. Administrador de la Agencia Federal para el Manejo de Emergencias
9. Comisionado de la Oficina de Aduanas y Protección Fronteriza
10. Secretario Asistente de Seguridad Nacional para el Servicio de Inmigración y Aduanas
11. Director del Servicio de Ciudadanía e Inmigración
12. Oficial Financiero en Jefe
13. Administrador Regional, Región V, Agencia Federal para el Manejo de Emergencias
14. Administrador Regional, Región VI, Agencia Federal para el Manejo de Emergencias
15. Administrador Regional, Región VII, Agencia Federal para el Manejo de Emergencias
16. Administrador Regional, Región IX, Agencia Federal para el Manejo de Emergencias
17. Administrador Regional, Región I, Agencia Federal para el Manejo de Emergencias